# Castelo de Gleichen

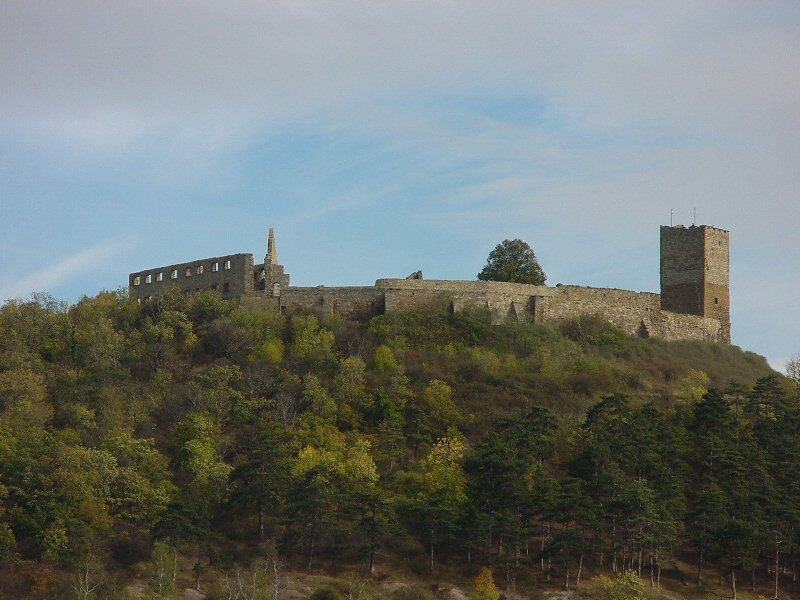
O castelo de Gleichen visto de sudoeste, com o palácio à esquerda e a torre de menagem à direita.

O castelo de Gleichen, também conhecido como Wanderslebener Gleiche, Wandersleber Schloss e Wanderslebener Burg,  é um castelo medieval, actualmente em ruínas, que se situa em Wandersleben, um município do distrito de Gota, no Estado alemão da Turíngia. Pertence ao conjunto de castelos conhecido como Drei Gleichen.

## Localização geográfica

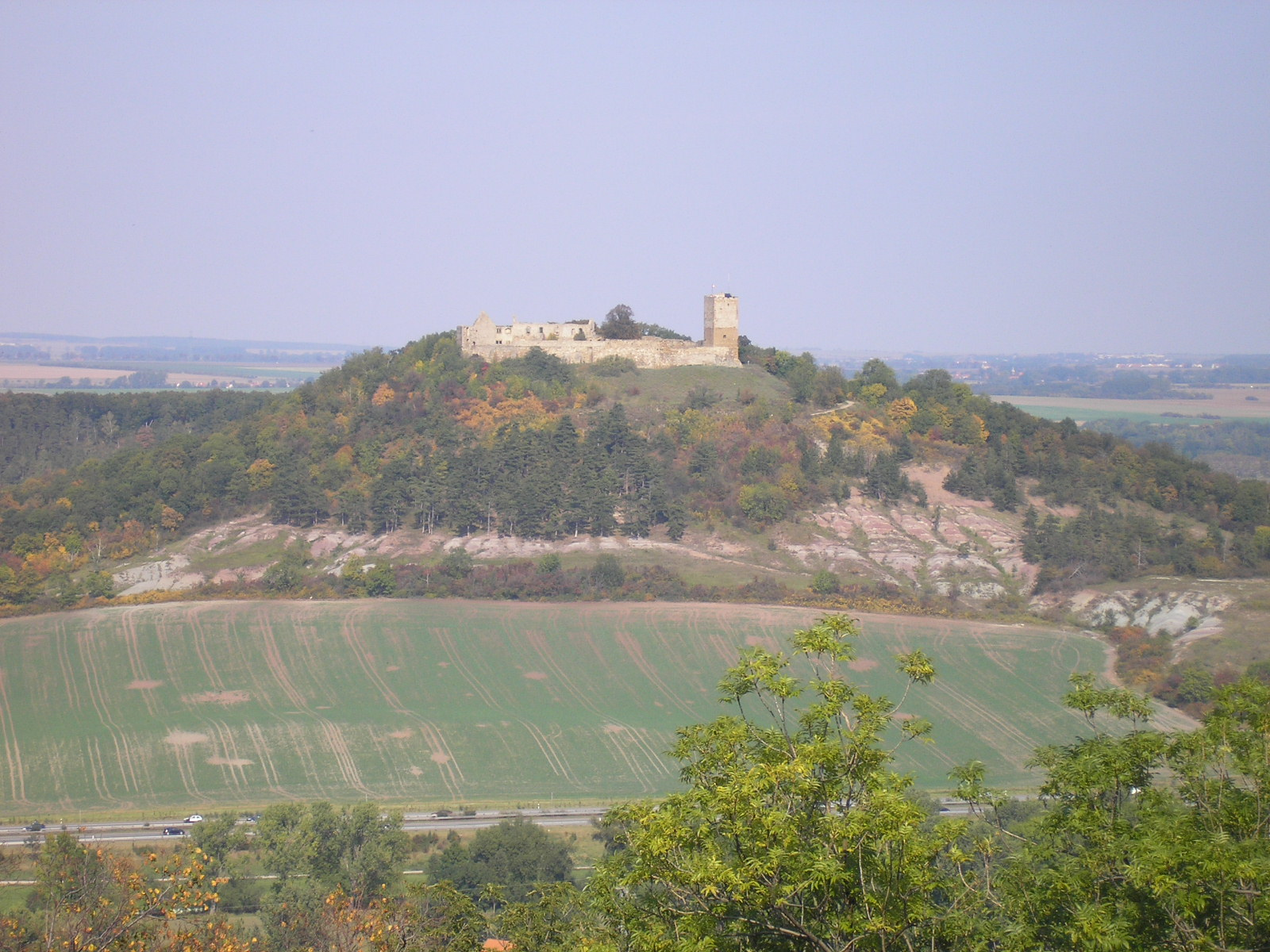
Vista geral da região do castelo de Gleichen.

As ruínas do castelo erguem-se sobre um rochedo calcário 369,6 metros acima do nível médio do mar NN, cerca de 100 metros acima da paisagem circundante. O rochedo faz parte da zona de falha Eichenberg–Gotha–Saalfelder (Eichenberg–Gotha–Saalfelder Störungszone).
A colina do castelo faz parte da reserva natural Röhnberg. O Röhnberg é uma cadeia de montanhas entre a barragem de Wechmar (Wechmarer Stausee) e o monte Kaff (Kaffberg), o qual se opõe ao castelo a oeste. Entre o monte Kaff e o castelo de Gleichen passa a estrada (L 2163) que liga Mühlberg, a Bundesautobahn 4 e Wandersleben.
Entre o castelo de Gleichen e o Mühlburg, a sul, estende-se um vale onde antes existiu um lago. Actualmente, a estrada atravessa o vale.

## História

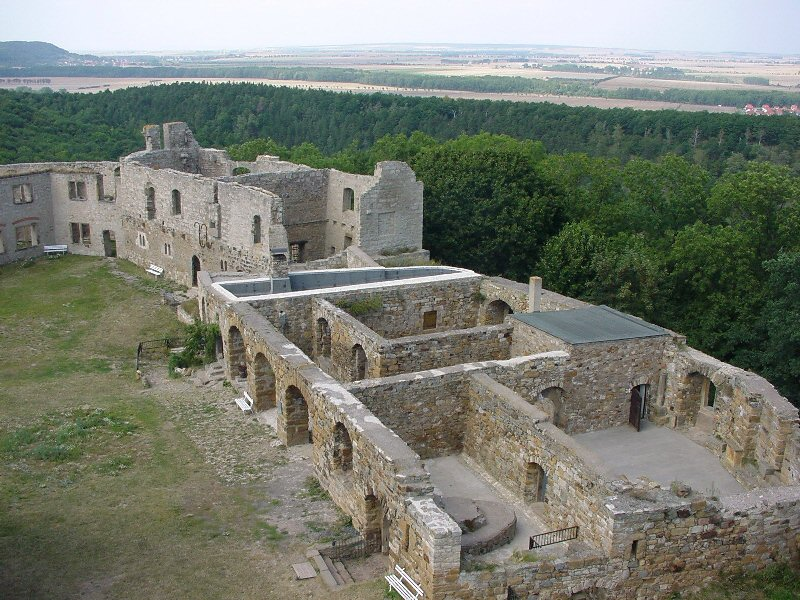
O palácio e o edifício residencial vistos da torre de menagem.

O castelo de Gleichen aparece mencionado pela primeira vez em 1034, nos Anais do Mosteiro de Reinhardsbrunn, como Gliche. O nome provém, provavelmente, do celta glich, que significa "rochedo".
Entre 1088 e 1089, o castelo de Gleichen - e o vizinho Mühlburgo que se lhe opõe - foi cercado durante dezoito semanas pelas tropas do Imperador Henrique IV. No castelo tinha-se entrincheirado o  Egberto II de Meissen, o líder da oposição da nobreza saxã. Um ataque inesperado na Noite de Natal rompeu o cerco, com os sitiantes a fugirem derrotados. No cerco, Siegwin, o Arcebispo de Colónia, encontrou a morte, assim como o Bispo de Lausana, Burkhard e Otto von Regensburg.
Cerca de 1130, o castelo entrou na posse do Arcebispo de Mainz. Deste, passou em 1162, como feudo, para os Condes de Tonna, que assumiram o título de Condes de Gleichen a partir do seu castelo recém-adquirido. Estes residiram no castelo até 1455.
Em 1587 começou, sob o Conde Philip Ernst, a nova construção do palácio. Em 1590, os Condes de Gleichen mudaram-se para o Schloss Ehrenstein, em Ohrdruf, e negligenciaram o castelo. 
A mudança frequente de proprietários que se seguiu é reflexo da história regional da Turíngia. A partir de 1735, o castelo deixou de ser habitado e entrou em decadência. A sua posse continuou a mudar com frequência.
Depois da extinção da linha masculina dos Condes de Gleichen, os Condes de Hatzfeld ficaram com o feudo do lugar e do castelo. Passaram então a intitular-se de Condes de Gleichen e Hatzfeld. Em 1793 extinguiu-se a sua linhagem.
Em 1803, o castelo passou para Prússia devido à Mediatização Alemã, em 1806 ficou sob o domínio francês e em 1816 voltou a ser controlado pela Prússia. No final do século XIX começaram a ser tomadas medidas de segurança; na torre de menagem foi instalado um pequeno museu do castelo.
O castelo pertence actualmente à Fundação dos Palácios e Jardins da Turíngia (Stiftung Thüringer Schlösser und Gärten).

## Descrição

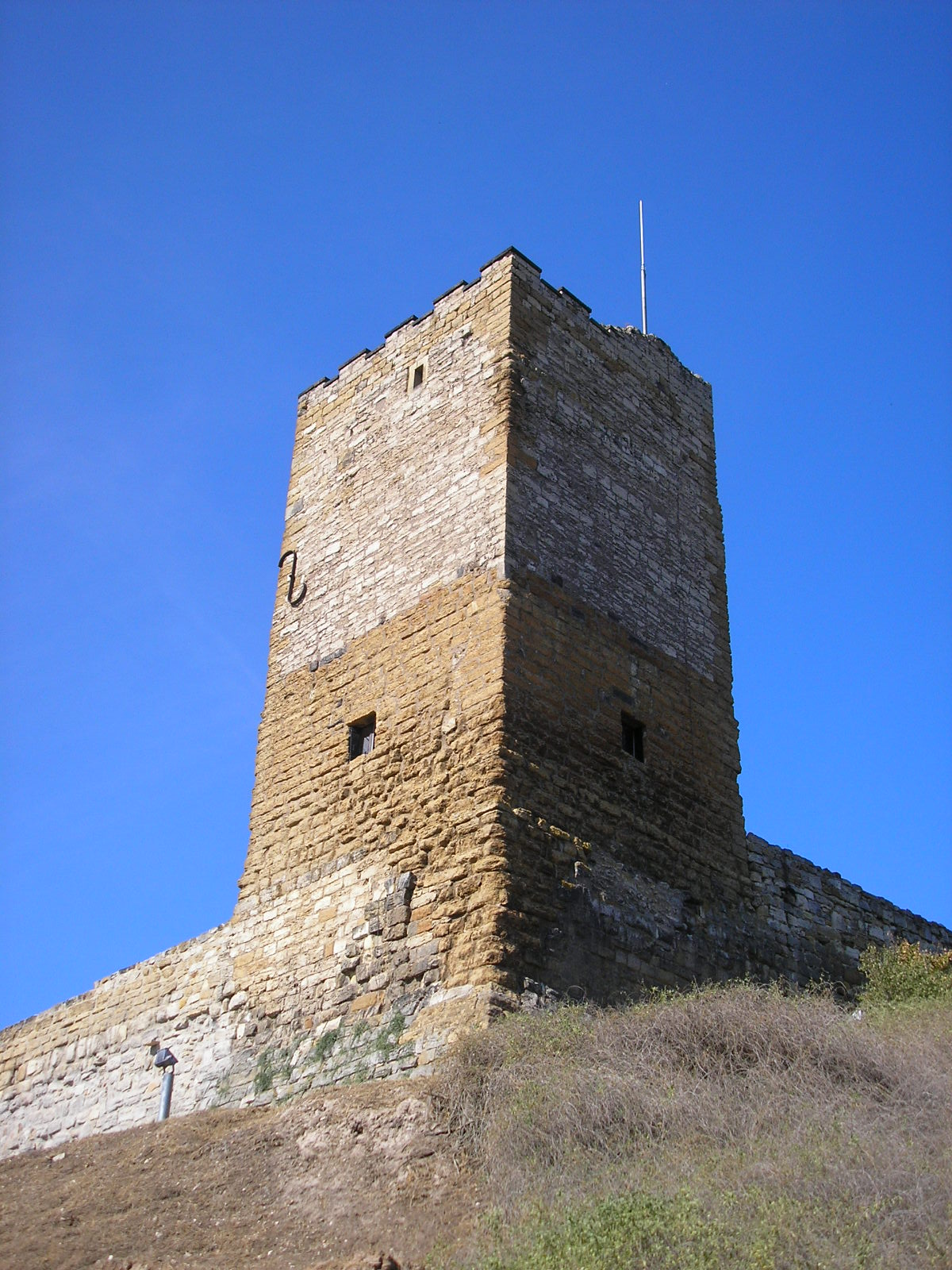
Torre de menagem do castelo de Gleichen.

O castelo de altura, cuja planta corresponde à forma ovalada do planalto rochoso, é rodeado por uma muralha completamente preservada.

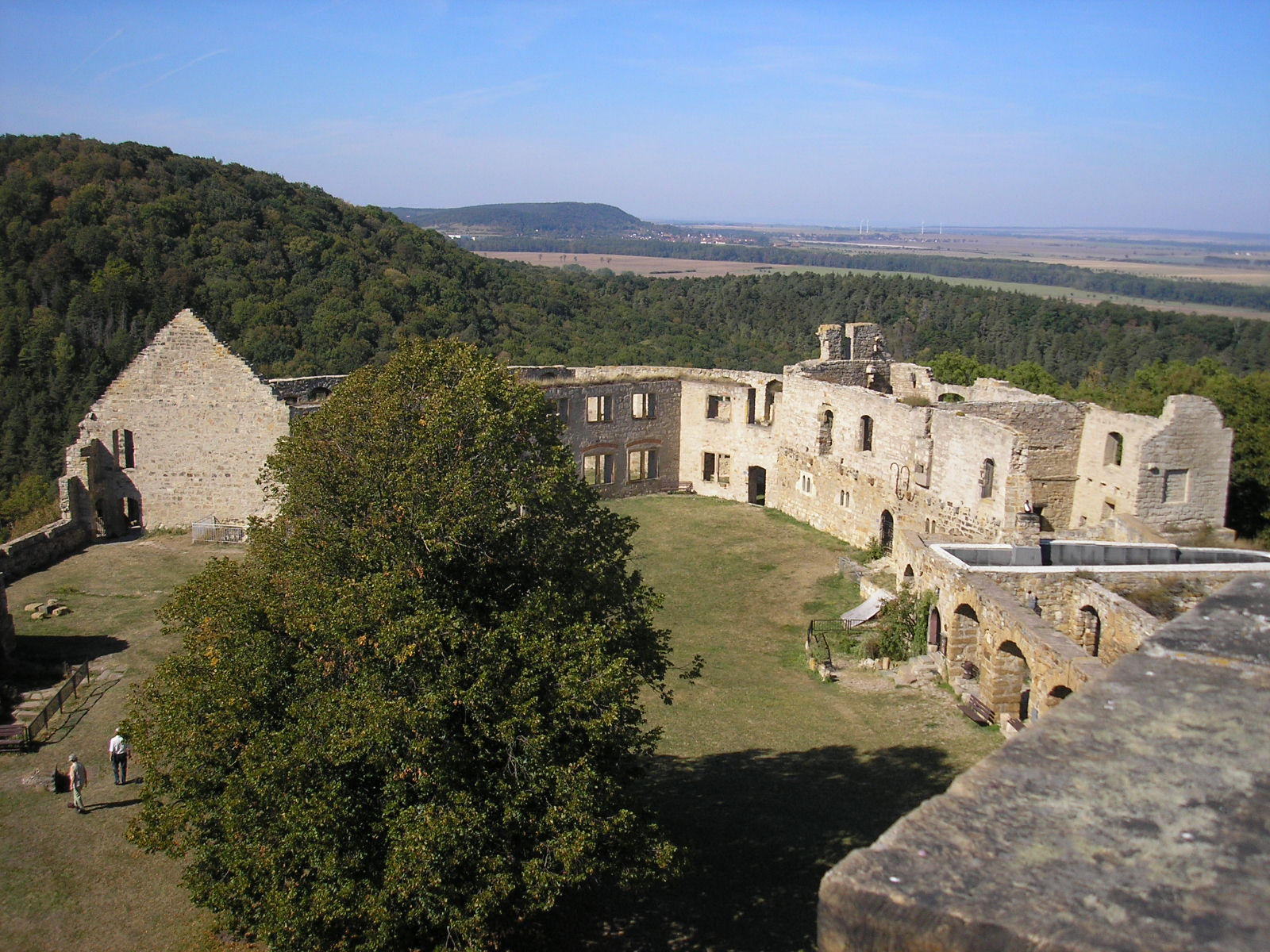
Vista geral do interior do castelo de Gleichen.

As partes em ruínas datam de momentos diferentes. Depois do palácio medieval, com janelas românicas de arco de volta perfeita, foi construída a torre de menagem no século XIII. O edifício residencial de representação foi construído no lado ocidental em 1587/1588. O ligeiramente mais plano lado norte, voltado para Wandersleben e separado por um pequeno vale do Kaffberg em direcção a Wechmar, estava protegido por um sistema complicado de valas e muros. Através dum portão em túnel chega-se ao grande pátio do castelo, no qual tem lugar anualmente o festival do castelo.
As paredes externas dos edifícios em torno do pátio também formam os muros externos do castelo. A torre de menagem, com planta quadrada, em parte datada do século XI, domina o pátio e o principal lado de ataque (lado sul), assim como o caminho para o castelo. No século XII foram construídos o palácio e uma capela.
A portaria e o celeiro datam do século XVI. O palácio foi renovado em 1588 no estilo renascentista. A partir de 1631, o castelo entrou em decadência depois da morte do último Conde de Gleichen.

## A lenda do Conde de Gleichen

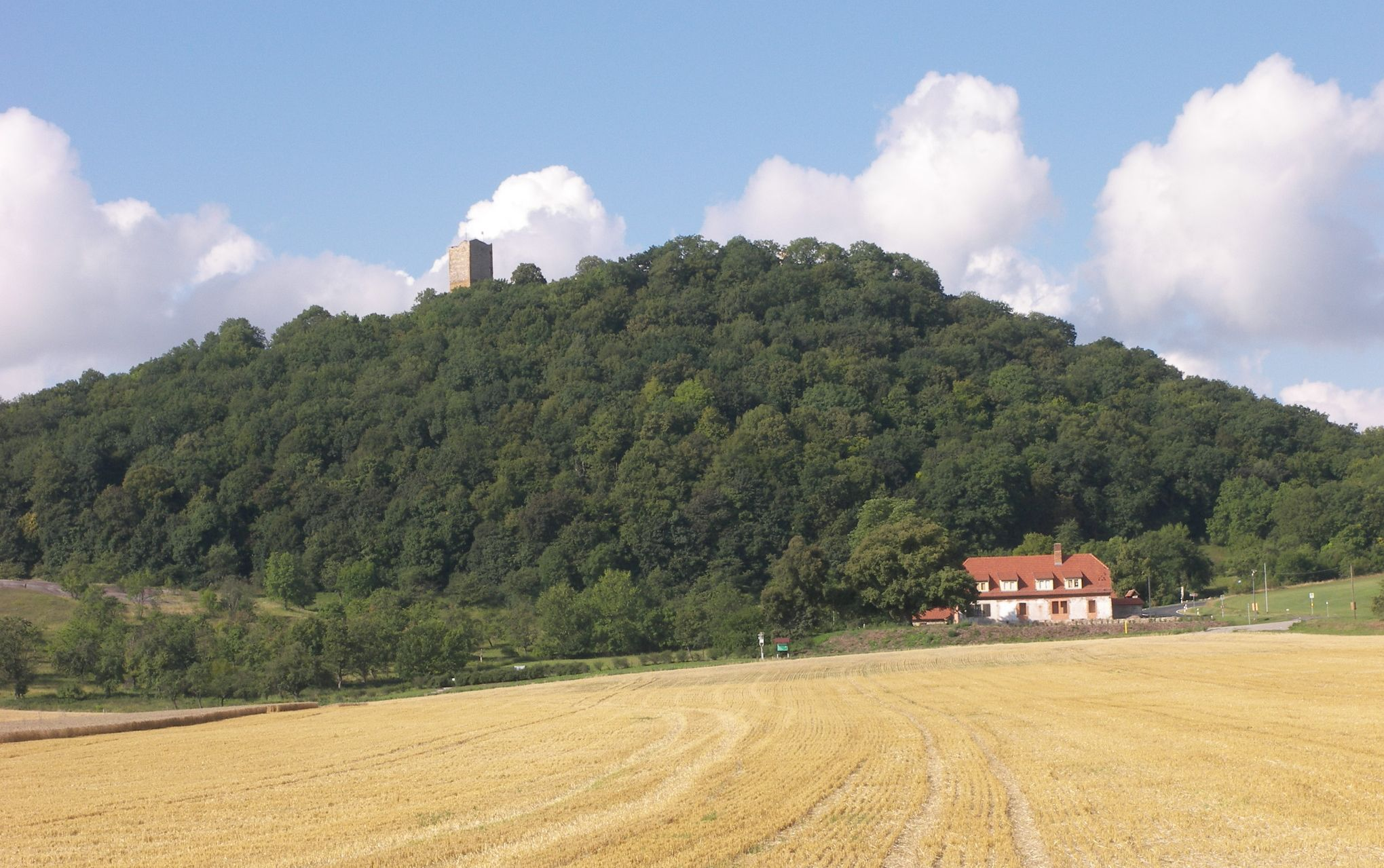
O castelo de Gleichen visto de leste, com o restaurante Freudenthal em primeiro plano.

O castelo é conhecido pela Lenda de um Conde Ernst de Gleichen, o qual terá participado na Sexta Cruzada em 1227. Este foi aprisionado e a filha do sultão, Melechsala, ajudou-o a fugir depois dele ter prometido casar com ela. Na passagem por Roma, o papa baptizou-a de Angelika e permitiu um segundo casamento ao conde. O local onde se diz que as duas mulheres se encontraram pela primeira vez no regresso do conde, no sopé do monte onde agora se encontra um restaurante, foi chamado de Freudenthal.
O pano de fundo desta lenda é a lápide sepulcral do Conde Lamberto II de Gleichen na Catedral de Erfurt. Aí, pode ver-se Lamberto com a sua primeira esposa, Otília, e com a mulher com quem casou depois da morte desta. Veit Winsheim, um aluno de Philipp Melanchthon, transformou a lenda num facto histórico, aparentemente com o fim de justificar o casamento do conde Filipe I de Hessen com Margarete de Saale.
A matéria foi, em seguida, tratada repetidas vezes na literatura,  como por exemplo por Johann Karl August Musäus como Melechsala (1786) nos seus Volksmährchen der Deutschen ("Contos populares dos alemães"). Franz Schubert tomou-a como modelo para a ópera inacabada Der Graf von Gleichen (1827–1828), cujo libreto foi escrito por Eduard von Bauernfeld.
De Christian Friedrich Hunold, que passou a sua juventude em Wandersleben, existe um curto poema que diz:  Sobre a mesma cama no Schloss Gleichen / dormiu o Conde Ludwig com duas mulheres.

## Cruzes de pedra no Freudenthal

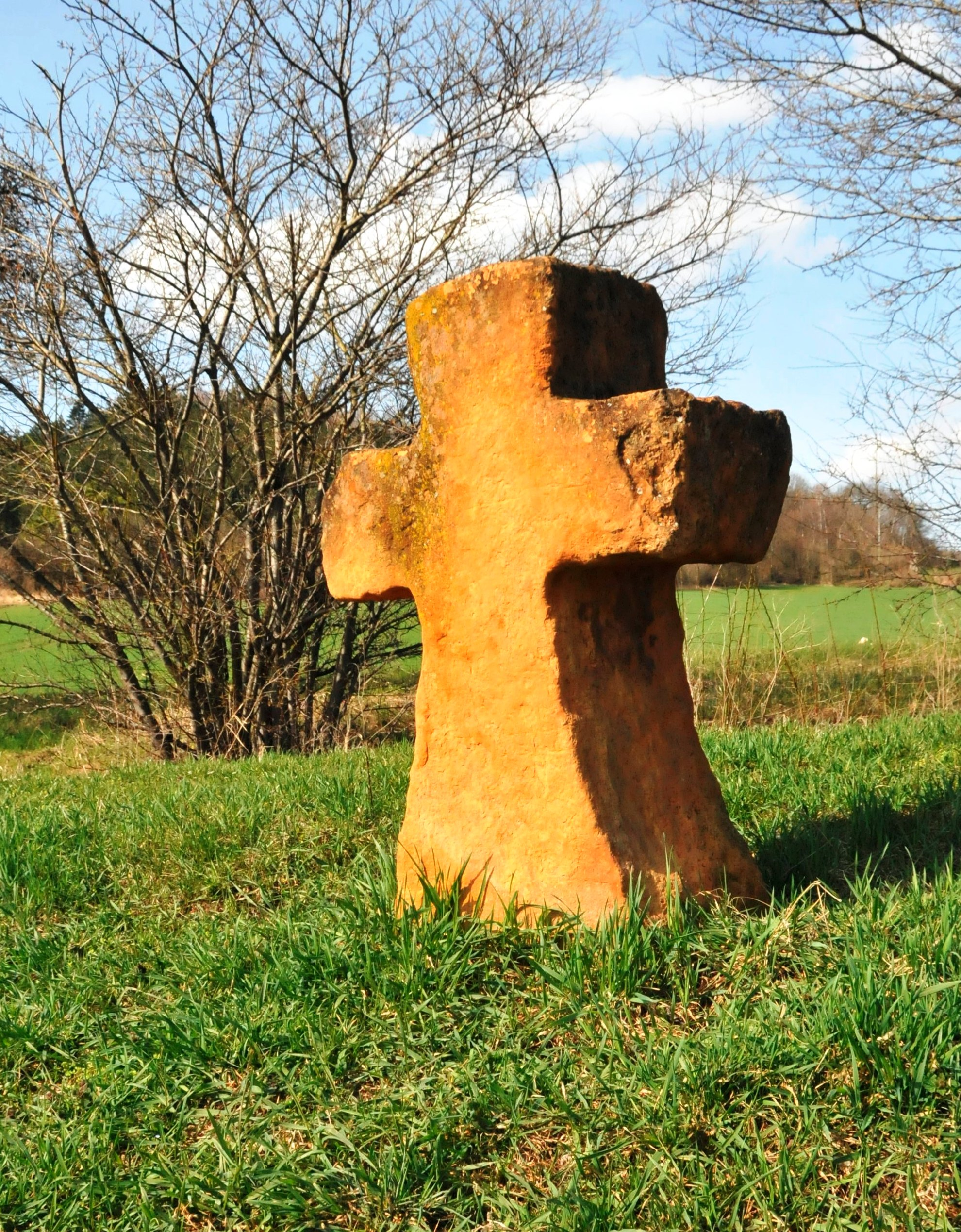
A cruz de pedra sul.

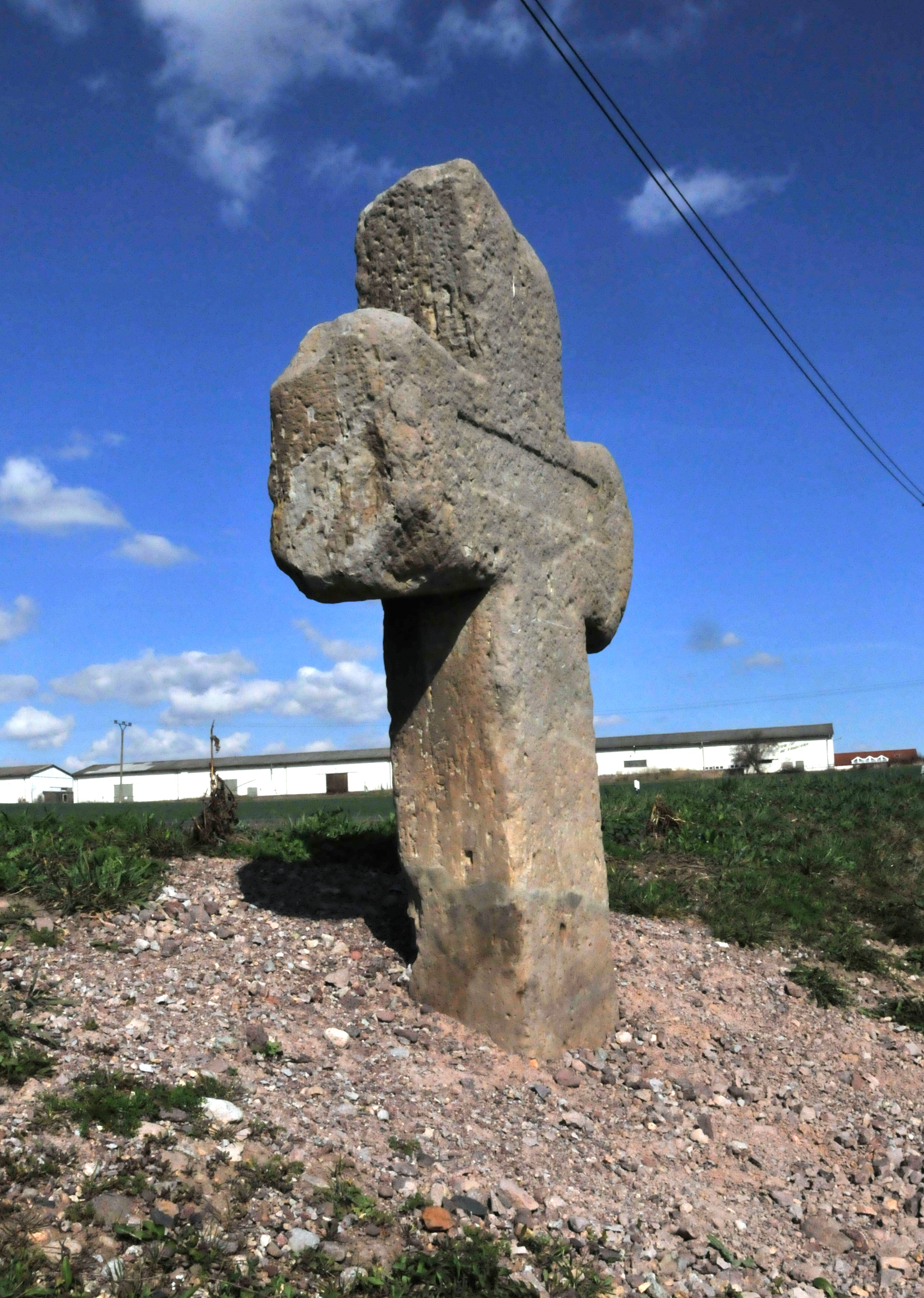
A cruz de pedra norte.

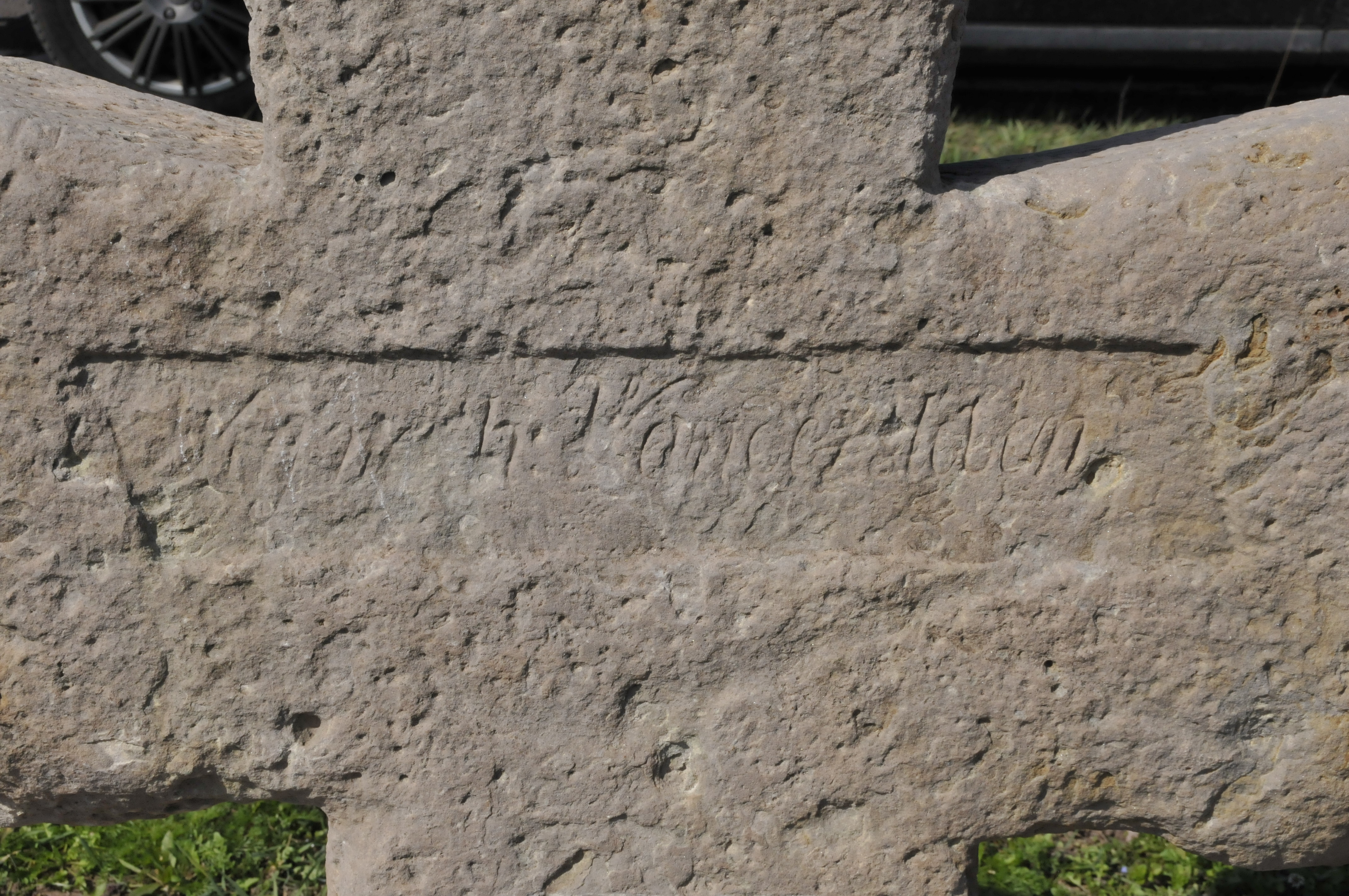
Inscrição na cruz de pedra norte (Weg nach Wandersleben - "Caminho para Wandersleben").

Nas proximidades do restaurante "Freudenthal", na estrada para Mühlberg, erguem-se duas cruzes de pedra medievais a uma distância de cerac de 100 metros entre si.
A sul, mais perto do castelo, ergue-se uma cruz de meados do século XV que foi encontrada em Março de 1998 no velho vau de Apfelstädt, em Wandersleben. Uma vez que a actual base da cruz devia ter suportado uma cruz de pedra, a cruz encontrada foi ali colocada no dia 21 de Maio de 1998. Tem 90 centímetros de altura, por 60 de largura de ambos os braços e 30 de espessura. A cruz original foi levada daqui, em 1931, pelo arrendatário Loth, natural de Wandersleben, para Mondgarten am Burgberg, cerca de 700 metros a sul, tendo sido roubada dali em 1991. Em 1993, foi ali instalada uma réplica da cruz.
A segunda, erguida em direcção a Wandersleben e datada do final do século XV, é popularmente conhecida como "Bischofskreuz" ("Cruz do Bispo") ou "Mordkreuz" ("Cruz do Assassínio") pois, segundo a lenda, lembra a morte do Bispo de Lausanne, Burkhard von Oltigen, durante o cerco ao castelo de Gleichen, no ano de 1089. Como o dito também aponta para a morte dum jornaleiro, daí advém o nome de "Mordkreuz". Em muitos mapas e guias do castelo de Gleichen, a cruz é assinalada como ponto marcante. No século XIX foi negligentemente marcada com inscrições de sinalização, ficando as inscrições antigas irreconhecíveis. Hoje pode decifrar-se a escrita sem qualquer dúvida: Weg nach Wandersleben ("Caminho para Wandersleben"). Em Setembro de 2009, ficou inalterada depois duma renovação empreendida pela Gemeinde Drei Gleichen.